# Elecciones generales de Irlanda de 1932
Las elecciones generales de Irlanda de 1932 se realizaron el 16 de febrero. Fueron las primeras elecciones realizadas después de que el Estatuto de Westminster de 1931 concediera plena independencia al Estado Libre Irlandés, por lo que fueron las primeras elecciones de Irlanda como estado soberano. También fueron las primeras elecciones celebradas tras la Gran Depresión. El parlamento electo en estas elecciones se reunió el 9 de marzo para elegir al Presidente del Consejo Ejecutivo.
Los comicios tuvieron un carácter histórico, debido a que el partido republicano Fianna Fáil, de Éamon de Valera, principal fuerza opositora al partido Cumann na nGaedheal, obtuvo una amplia victoria con casi el 45% de los votos y 72 escaños, a cinco de la mayoría absoluta, llevando a De Valera al cargo de Presidente del Consejo Ejecutivo. Fue la primera derrota del partido gobernante desde su fundación y, por lo tanto, la primera transición de poder por medios democráticos en la historia de Irlanda. El partido derrotado no sobrevivió mucho tiempo después de perder la mayoría legislativa y se disolvería en 1933, refundándose como el opositor Fine Gael. Aunque sería desalojado del poder cada tanto debido a la formación de coaliciones de Fine Gael con otros partidos, a partir de estos comicios el partido Fianna Fáil no volvería a perder una elección por voto popular ni perdería la mayoría simple de escaños en el Dáil hasta 2011.

## Antecedentes
El partido Cumann na nGaedheal, gobernante desde la independencia de Irlanda en 1922, se había fundado junto con el partido republicano Fianna Fáil, como una de las dos facciones del original Sinn Féin, divido tras la guerra civil irlandesa en los que estaban a favor del Tratado Anglo-Irlandés, y los que estaban en contra. Cumann na nGaedheal se había mantenido en el poder en gran medida debido a su victoria en la guerra civil y al boicot de parte de los republicanos al Parlamento mientras que tuvieran que jurar la Constitución del Estado Libre, que preservaba la monarquía británica. Sin embargo, en 1927, los republicanos finalizaron su boicot, introduciendo la política competitiva a Irlanda y provocando que el oficialismo estuviera muy cerca de ser derrotado en las elecciones de junio de 1927, debiendo repetir los comicios en septiembre para obtener una mayoría de gobierno.

## Campaña
El oficialista Cumann na nGaedheal basó su campaña en haber proporcionado al país diez años de gobierno estable y fuerte. El partido dijo haber traído la estabilidad después del caos de la guerra civil, y haber realizado un gobierno honesto. Sin embargo, la popularidad del Presidente del Consejo William Thomas Cosgrave estaba muy deteriorada debido a su política económica, no pudiendo controlar la Gran Depresión de 1929. En lugar de ofrecer nuevas políticas, el partido creía que su historial en el gobierno sería suficiente para retener el poder. Además, por primera vez, el partido decidió recurrir a la táctica del "Terror Rojo", acusando al Fianna Fáil de ser una agrupación comunista, y comparando a De Valera con Iósif Stalin.
En contraste, el Fianna Fáil tenía un elaborado y atractivo programa de gobierno, diseñado para atraer a una amplia parte del electorado. Por primera vez, no hizo referencia al republicanismo, a fin de evitar alarmar a la población, y ofreció políticas sociales y económicas muy populares. El partido prometió liberar a los prisioneros del Ejército Republicano Irlandés (IRA), abolir el Juramento de Lealtad y reducir los poderes del gobernador general y del senado. También prometió la introducción de políticas proteccionistas, desarrollo industrial, autosuficiencia y mejoras en los beneficios de vivienda y seguridad social.
La campaña electoral entre los dos partidos ideológicamente opuestos fue razonablemente pacífica. Sin embargo, durante la campaña, el gobierno procesó un periódico favorable a De Valera, The Irish Press. El editor también fue llevado ante un tribunal militar. Esto fue visto por muchos como una gran equivocación y una grave violación de la libertad de expresión, socavando la popularidad del gobierno. Las tácticas del "terror rojo" también parecían ser contraproducentes para el gobierno, que parecía tener poco más que ofrecer al electorado.

## Resultados
|  | 44.47 % |

|  | 47.06 % |

|  | 35.28 % |

|  | 37.25 % |

|  | 7.71 % |

|  | 7.71 % |

|  | 1.80 % |

|  | 1.96 % |

|  | 0.31 % |

|  | 0.09 % |

|  | 10.35 % |

|  | 9.15 % |

|  | 98.39 % |

|  | 1.61 % |

|  | 100 % |

|  | 76.38 % |

## Transición de poder
El nuevo Dáil se reunió por primera vez el 9 de marzo de 1932. Aunque no había obtenido mayoría absoluta, el Fianna Fáil parecía ser el único partido capaz de formar gobierno. Finalmente, logró negociar una coalición con el Partido Laborista, que había salido muy debilitado de los comicios, y De Valera fue elegido Presidente del Consejo Ejecutivo con 79 votos a favor. Inicialmente hubo temores de que el gobierno saliente de Cosgrave ejecutara un golpe de Estado para perpetuarse en el poder, por lo que algunos miembros del Fianna Fáil asistieron armados a la ceremonia de investidura, pero esto finalmente no ocurrió. Cosgrave se adhirió a los principios democráticos y entregó el cargo a De Valera, con aceptación de las fuerzas de seguridad del estado y la oposición política.